# Special Olympics Bolivien
Special Olympics Bolivien (englisch: Special Olympics Bolivia) ist der bolivianische Verband von Special Olympics International, der weltweit größten Sportbewegung für Menschen mit geistiger Beeinträchtigung und Mehrfachbeeinträchtigung. Ziel ist die sportliche Förderung dieser Personengruppe und die Sensibilisierung der Gesellschaft für sie. Außerdem betreut der Verband die bolivianischen Athletinnen und Athleten bei den Special Olympics Wettbewerben.

## Geschichte
Special Olympics Bolivien wurde mit Sitz in La Paz gegründet.

## Aktivitäten
2015 waren 5327 Athletinnen, Athleten und Unified Partner sowie 291 Trainer bei Special Olympics Bolivien registriert.
Der Verband nimmt an den Programmen Athlete Leadership, Healthy Athletes, Young Athletes, Volunteer Program, Youth Activation, Family Support Network und Unified Sports teil, die von Special Olympics International ins Leben gerufen worden waren.

### Sportarten
Folgende Sportarten werden vom Verband angeboten:
- Basketball (Special Olympics)
- Boccia (Special Olympics)
- Fußball (Special Olympics)
- Leichtathletik (Special Olympics)
- Rhythmische Sportgymnastik (Special Olympics)
- Schneeschuhlaufen (Special Olympics)
- Schwimmen (Special Olympics)
- Tennis (Special Olympics)
- Volleyball (Special Olympics)

### Teilnahme an Weltspielen vor 2020
- 2011 Special Olympics World Summer Games, Athen
- 2013 Special Olympics World Winter Games, PyeongChang, Südkorea
- 2015 Special Olympics World Summer Games, Los Angeles, USA (10 Athletinnen und Athleten)
- 2019 Special Olympics World Summer Games, Abu Dhabi, Vereinigte Arabische Emirate (6 Athletinnen und Athleten)[2]

### Teilnahme an den Special Olympics World Summer Games 2023 in Berlin
Special Olympics Bolivien nimmt an den Special Olympics World Summer Games 2023 teil. Die Delegation wurde vor den Spielen im Rahmen des Host Town Program vom Landkreis Landsberg am Lech betreut und bestand aus elf Personen, davon waren sechs Athletinnen und Athleten. Das Team gewann bei diesen Weltspielen sechs Gold-, fünf Silber- und sechs Bronzemedaillen.